# M1917 Enfield
M1917 Enfield, "American Enfield", офіційна назва "United States Rifle, cal .30, Model of 1917" американська модифікація британської гвинтівки .303-inch (7.7 mm) Pattern 1914 Enfield (P14) (на озбронні Британії мала назву Rifle No. 3), яку розробили та випускали в період 1917–1918. Це була основна гвинтівка американських експедиційних сил в Європі під час Першої світової війни. Данський санний патруль Сіріус і до тепер використовує M1917 в Грінландії, яка надійно працює в арктичних умовах, в якості службової зброї.

## Історія

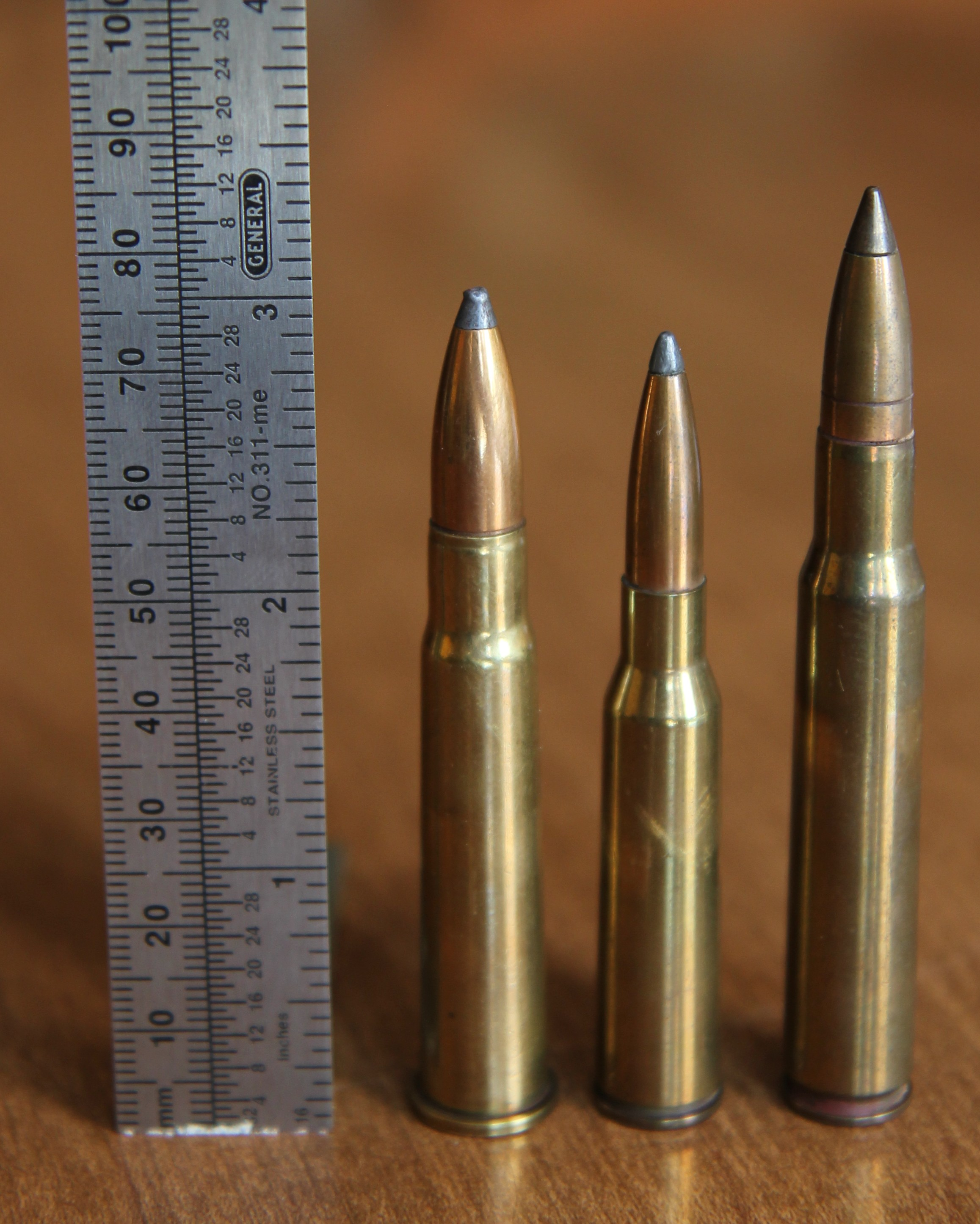
Набої з напівоболонковими кулями зліва направо: .303 British, 6.5×50mmSR Arisaka та .30-06 Springfield

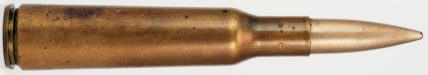
.276 Enfield (7×60mm) безфланцевий пляшкоподібний гвинтівковий набій під який розробили затвор.

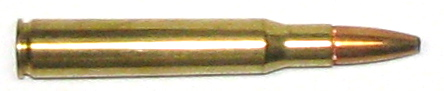
Гвинтівковий набій .30-06 Springfield (7.62×63mm) під який переробили M1917 Enfield.

Перед Першою світовою війною Британія мала на озброєнні гвинтівку Short Magazine Lee–Enfield (SMLE). У порівнянні з німецькими Маузерами або американськими 1903 Springfield, фланцевий набій .303 для SMLE, який був розрахований під чорний порох, не підходив для магазинного або стрічкового живлення, крім того набій був не дуже точним на великих відстанях. Точність на великих відстанях німецьких гвинтівок Mauser Model 1895 під набій 7×57mm в руках бурських стрільців під час англо-бурської війни (1899 -1902) справили враження на британську армію, а тому виникла потреба в більш потужних, сучасних гвинтівках. Тому, незважаючи на покращенні варіанти Lee–Enfield (the SMLE), а набій .303 British Mark VII гостроносу кулю після бурської війни 1910 року, було створено комітет з розробки гвинтівки та набою нової конструкції. Відправною точкою стало копіювання багатьох особливостей системи Маузера. Гвинтівка була розроблена на Королівському заводі стрілецької зброї в Енфілді (арсенал) в Об'єднаному Королівстві.
Ця розробка отримала назву Pattern 1913 Enfield або P13. Вона отримала переднє замикання, два бойових виступи на затворі з екстрактором типу Маузер, а також новий, потужний безфланцевий набій .276 Enfield. Конструкція мала запобіжник як у Lee–Enfield в задній частині затвора, курок зводився під час закриття затвора, що дозволяло підвищити темп вогню. Вдосконалена конструкція, на той час, апертурного прицілу і довгий прицільний радіус максимально збільшували точність. Крім того важливим критерієм була простота виробництва. Однак, через початок Першої світової війни Велика Британія не змогла розпочати масове виробництво нового вдосконаленого набою, оскільки він перегрівав і засмічував ствол при швидкій стрільбі.
Після вступу у Першу світову війну Велика Британія відчула нагальну потребу у гвинтівках, а тому контракти на нову гвинтівку підписали з виробниками зброї в США. Вони попросили ці компанії випускати нові гвинтівки під старий набій .303 British для спрощення постачання боєприпасів. Нова гвинтівка отримала назву "Pattern 14". Для виробництва гвинтівки P14 було обрано компанії Winchester та Remington. Третім виробником стала компанія Eddystone Arsenal – дочірня компанія Remington. Тому три варіанти P14 та M1917 мали маркування "Winchester," "Remington" або "Eddystone".

### Перша світова війна
Коли США вступили у війну в них з'явилася така сама потреба в гвинтівках. Springfield Armory поставили приблизно 843000 гвинтівок M1903 Springfield, але через складності виробництва, замість того щоб переобладнати фабрики де випускали Pattern 14 на виробництво американської гвинтівки M1903 Springfield, було вирішено, що простіше адаптувати британську конструкцію. Незважаючи на те, що швидше було зберегти патронник під набій .303 British, конструкцію переробили під американський набій .30-06 Springfield для спрощення логістики боєприпасів. Конструкція Enfield добре підходила під набій .30-06 Springfield. Затвор був великим і міцним, крім того спочатку він був розроблений під довгий, потужний, безфланцевий пляшкоподібний набій. Тому компанія Remington Arms Co. змінила конструкцію під набій .30-06 Springfield, під пильним наглядом Департаменту озброєнь армії США. Гвинтівка була прийнята на озброєння під офіційною назвою U.S. Rifle, Caliber .30, Model of 1917. Окрім гвинтівок виробництва компанії Remington в Іліоні, штат Нью-Йорк та Еддістоуні, штат Пенсильванія, гвинтівки випускала компанія Winchester на фабриці у Нью-Гейвені, штат Коннектикут, що приблизно вдвічі перевищувало гвинтівки Springfield 1903, а тому гвинтівка стала неофіційною службовою зброєю. В Еддістоуні випустили 1 181 908 гвинтівок – більше за Remington (545 541 гвинтівок) та Winchester (465 980 гвинтівок) разом взяті. Хоча деталі були стандартизовані для взаємозамінності, перші гвинтівки Winchester (в тому числі перші п'ять тисяч з літерою W на ствольній коробці замість назви Winchester) мали дещо інші деталі, що унеможливлювало взаємозамінність з гвинтівками, які випускали Remington та Еддістоун, до того часу поки Winchester виправив проблему при подальшому виробництві.
Зміни у конструкції були незначними: з'ємна обойма, внутрішній коробчастий магазин, лице затвора, патронник та параметри нарізів були перероблені під набій .30-06 Springfield та 5-зарядні американські обойми, була дещо змінена конструкція ложа, дещо зменшена вага, крім того з лівого боку зброї було прибрано приціли для залпової стрільби. Нові мітки вказували на зміни в моделі та калібрі. Для гвинтівки випускали багнет M1917 довжиною 420 мм; пізніше його використовували з іншою ручною зброєю в тому числі збойовими дробовиками M97 та M12.
Нову гвинтівку використовували разом з гвинтівкою M1903 Springfield, через деякий час кількість гвинтівок перевищила кількість гвинтівок Springfield за кількістю випущених та тих, що використовували. На 11 листопада 1918 року, приблизно 75% військових з американських експедиційних сил у Франції були озброєні гвинтівками M1917.
Гвинтівкою M1917 Enfield користувався сержант Елвін К. Йорк 8 жовтня 1918 року, під час бою за який він отримав Медаль Пошани, оскільки згідно офіційній історії 82-ої дивізії США (де служив Йорк) була на озброєнні гвинтівка M1917 (Еддістоун), її замінили на гвинтівку No 1 Mk III Lee-Enfield під час навчань з британцями на півночі Франції, потім було повернуто гвинтівки M1917 (Еддістоун). Згідно зі щоденником сержанта Йорка, у той день він також використовував самозарядний пістолет Colt M1911. (У фільмі Сержант Йорк, Гері Купер, який грав Йорка, використовував гвинтівку M1903 Springfield та німецький пістолет Luger.)
Після закінчення війни більшість гвинтівок M1917 було передано на зберігання, хоча підрозділи хімічних мінометів продовжили використовувати ці гвинтівки. Протягом 1920-1930-х років багато гвинтівок M1917 було продано цивільним. Багато з них почали використовувати в спорті, інколи їх переробляли під більш потужні мисливські набої магнум, наприклад, .300 H&amp;H Magnum та .300 Winchester Magnum. Гвинтівка стала настільки популярною серед спортсменів, що компанія Remington випустила приблизно 30000 нових гвинтівок під назвою Модель 30 з 1921 по 1940 роки. В 1934 році у Гондурасі випустили версію цієї гвинтівки під набій 7×57mm, яка стала відомою під назвою Model 1934.

### Друга світова війна
Коли США вступили у Другу світову війну, в армії США гвинтівки M1917 використовували розрахунки хімічних мінометів. Можливо через не достатню кількість гвинтівок M1 Garand на початку війни, гвинтівку M1917 також використовували артилеристи. Так мінометники та артилеристи носили гвинтівки M1917 у Північній Африці. Лейтенант-полковник Чарльз Петерсон (USAR, у відставці; 1920–2005), який був майором 101-ої парашутно-десантної дивізії під час висадки у Нормандії, повідомляв, що бачив гвинтівки M1917 у тилових підрозділів військ США у Франції під час Другої світової. Інші гвинтівки M1917 були передані філіппінської армії Співдружності та філіппінської поліції. Після окупації Філіппін гвинтівки M1917 використовували японські поліцейські, а також солдати США та Філіппін разом з місцевими партизанами до визволення Філіппін. Ці гвинтівки також використовували Хукбалахап.
До та під час Другої світової війни, гвинтівки на збереженні ремонтували для використання в резерві, для навчання та в якості ленд-лізної зброї; ці гвинтівки можна впізнати по відполірованому металу (піскоструменева оброка та фосфатування), крім того інколи замінено дерево (часто береза). Деякі гвинтівки отримали нові затвори від United Shoe Machinery Company зі штампом “USMC,” що помилково вважають приналежністю до Корпусу морської піхоти США — United States Marine Corps. Багато було придбано Великою Британією  через Британську закупівельну комісію для озброєння територіальної оборони; 615 000 гвинтівок прибули до Британії в літку 1940 року, наступна партія з 119 000 гвинтівок прибула в 1941 році. Гвинтівки мали мітку червоною стрічкою навколо ложа, щоб їх не плутали з гвинтівками P14 під британський набій .303 round. Інші гвинтівки поставлялинаціонально-революційній армії Китайської республіки, силам корінних народів на китайсько-бірмансько-індійському ТВД, філіппінським солдатам у філіппінської армії та підрозділів поліції, а також місцевим партизанам та армії Вільної Франції, що підтверджують деякі фотографії часів війни. Гвинтівку M1917 також передавали силам місцевої оборони ірландської армії під час Другої світової, це були солдати за сумісництвом, як британські сили територіальної оборони. За іронією долі на ірландській службі гвинтівку M1917 часто називали "Springfield"; оскільки назва "Enfield" відносилася до стандартної ірландської гвинтівки MkIII Short Magazine Lee–Enfield, в той час як "Springfield" був відомим американським військовим арсеналом.
Як більшість країн, що воювали, Канада вступила у війну з не достатньою кількістю стрілецької зброї. В липні 1940 року було замовлено 80 000 гвинтівок M1917, під назвою “Rifle, Enfield .30/06”, разом з 5 000 000 набоїв .30-06. Пізніше, в 1941 році, було замовлено, що 20 000 гвинтівок. Спочатку їх передали Центрам базової та вдосконаленої підготовки канадської армій, в Королівський військовий коледж Канади та підрозділам канадської армії (резерву). Їх також використовували у гвардії ветеранів Канади, рейнджерами тихоокеанського ополчення та у ВПС Канади. Гвинтівка M1917 зіграла важливу роль у військових діях Канади, оскільки дозволила відправити на фронт або до Великої Британії зброю під набій .303 після Дюнкерку. Починаючи з 22 травня 1940 року Канада відправила 75 000 гвинтівок Ross Mark III до Британії.
Данія та Норвегія отримали гвинтівки M1917 після Другої світової війни в якості тимчасової зброї до надходження гвинтівок M1 Garand.

### Корейська війна та період після неї
Після Другої світової війни гвинтівку M1917 прибрали з передових частин армії США. Підрозділи китайських комуністів використовували гвинтівки M1917 під час Корейської війни. Цю гвинтівку неофіційно використовували у невеликих конфліктах на Середньому Сході та в Африці в якості допоміжної зброї.

## Сучасне використання
Гвинтівку M1917 використовують в якості церемоніальної та навчальної зброї, разом з гвинтівками M1903, M1 Garand та M14. У військових цілях гвинтівку M1917 використовує проти агресивних білих ведмедів та вівцебиків датський санний патруль Сіріус (Slædepatruljen Sirius), через високу надійність цих гвинтівок з ковзним затвором у суворих умовах арктичної Гренландії.

## Деталі конструкції

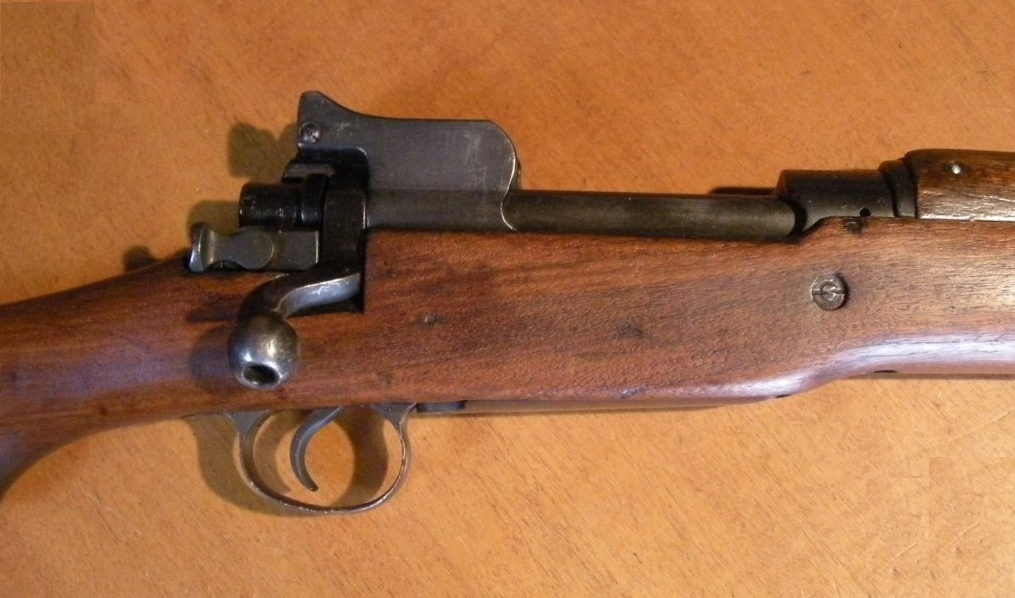
Казенна частина гвинтівки M1917 Enfield

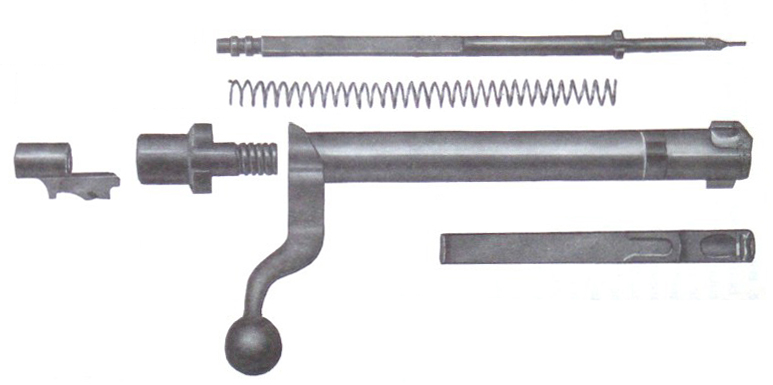
Затвор типу M1917 Mauser M98

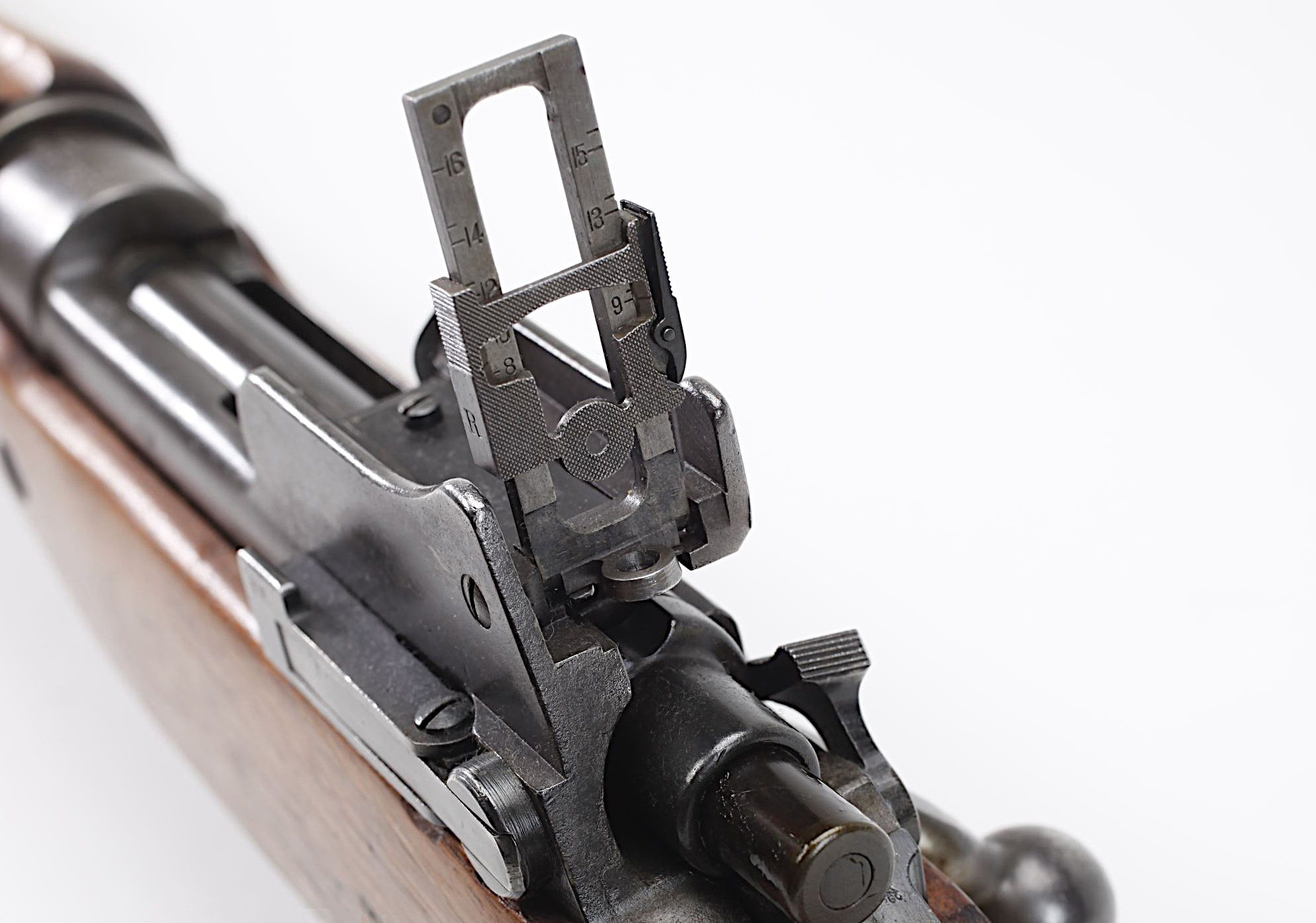
Перекидний апертурний приціл M1917

Оскільки конструкція оригінального затвора P13 була розроблена під потужний набій .276 Enfield з гільзою, яка за діаметром була більшою ніжу набою .30-06 Springfield, магазин міг вміщати шість набоїв .30-06 Springfield, хоча з'ємна обойма вміщала лише п'ять набоїв.
Гвинтівки P14 та M1917 мали кілька визначних конструкторських рішень. Гвинтівка мала механічний приціл, який складався з двох апертурних ціликів — бойового, який був відкалібрований на відстань в 366 м  та перекидного, який піднімався догори, і був відкалібрований на відстані 183-823 м з кроком у 91 м та 823-1463 м з кроком 46 м. Перекидний приціл ковзає вертикально по напрямній, а тому не можна внести правки на вітер. Цілик був прикритий міцними "вухами" і був швидшим та більш точним на відміну від прицілів де цілик розташовувався в середній частині ствольної коробки, як у гвинтівок Mauser, Enfield або бойовий приціл Buffington гвинтівки M1903 Springfield. Наступні американські гвинтівки, наприклад, M1903A3 Springfield, M1 Garand та карабін M1, також отримали такі самі цілики. Мушка складалася з захищеної стійки, яку можна було регулювати. Вона була зафіксована під час збірки в арсеналі. Цілик гвинтівки M1917 розташовувався на подовженому містку ствольної коробки, що додавало ваги затвору, а також збільшувало його довжину. Радіус прицілу M1917 становив 806,7 мм. Радіус бойового прицілу дещо менший 804,9 мм. Маса затвора гвинтівки M1917 становила 1644 г на відміну від маси затвора гвинтівки M1903 Springfield у 1276 г.
Гвинтівка має британську особливість ведення курка при закритті, при якому бойова пружина знаходиться під навантаженням, а курок зводиться при русі затвора у закриту позицію, шо пришвидшу ведення вогню особливо коли затвор нагрівається. Більшість курків, після появи Mauser 98, зводяться при відкритті затвора. Гвинтівка має характерний виступ через глибший магазин, що дозволяє заряджати у гвинтівку шість набоїв .30-06, а ще один в патронник. Гвинтівка M1917 Enfield, як і гвинтівка Mauser Gewehr 98 немає механізму відсікання магазина, який дозволяв заряджати або витягувати окремі набої, що дозволяло зберігати набої в резерві. На відміну від Mauser 98 та початкової гвинтівки Springfield, затвор немає запобіжного виступу. Замість того, як попередньої гвинтівки Маузер Model 1895 (чилійський), руків'я затвора втоплене у виїмку ствольної коробки, яка грає роль аварійного замикання, якщо бойові виступи вийдуть з ладу. Така зміна зменшила час виготовлення затвора, скоротило витрати та збільшило продуктивність. З того часу таке рішення було використано у багатьох комерційних гвинтівках з ковзним затвором. Незвичайна форма руків'я затвора 'собача лапа' має низький профіль і розташоване поряд зі спусковим гачком, що дозволяє стрільцю підвищити темп вогню. Як і у гвинтівок Lee–Enfield, P13 та P14 запобіжник розташовано під великим пальцем стрільця, що дозволяє безшумно ним користуватись. Бойові виступи затвора M1917 Enfield мали спіральний нахил у 4 градуси, що співпадали з місцями для виступів у ствольній коробці. Це значить, що дзеркало затвора з'являється лише при повороті руків'я вниз. Ймовірно, спіральні бойові виступи використовувалися для того, щоб можна було заряджати неякісні або брудні набої, і щоб дія кулачка, що закриває, розподілялося по всіх поверхнях, як затвора, так і ствольної коробки. Це одна з причин плавного закриття затвора. Виступи під кутом не мали тенденції до розкручування через тиск в каморі оскільки плавний "кут природного укосу", змащених сталевих поверхонь становив приблизно 8 градусів. Однією з переваг було те, що при повороті руків'я затвора, бойові виступи миттєво роз'єднувались, а тому всі зусилля спрямовувались на кулачок екстрактора. Спусковий гачок мав механічний замок, який не дозволяв стріляти до повного закриття затвора. Місце розташування запобіжника на правій задній частині ствольної коробки пізніше використовували у більшості спортивних гвинтівок з ковзним затвором, оскільки він зручно розташовувася під великим пальцем стрільця. Сила потрібна для натискання спускового гачка становила ≥ 3 фунтс (13,3 Н). Одним із помітних недоліків конструкції була листова пружина, яка приводила в дію екстрактор, оскільки вона могла зламатися і вивести з ладу екстрактор. Для ремонту у польових умовах підкласти шматочок гуми під пружину упору затвора. Для виправлення цієї проблеми було перероблено екстрактор, який отримав маленьку гвинтову пружину замість листової.
Гвинтівка M1917 добре підходила під безфланцевий набій .30-06 Springfield, який за загальною довжиною і дуловою енергією походив на оригінальний набій .276 Enfield на відміну від менш потужного набою .303 British з фланцем від гвинтівки P14. Крок нарізів ствола M1917 становив 1 оберт на 10 дюймів (254 мм), ствол мав 5 канавок з лівобічною нарізкою типу Enfield, як у гвинтівки P14, на відміну від ствола з 4 канавками з правобічною нарізкою гвинтівки M1903 Springfield та інших американських розробок. Гвинтівка M1917 мала важкий ствол довжиною 26 дюймів в той час як M1903 Springfield мала ствол довжиною 24 дюйми. Завдяки довшій прицільній площині M1917 була більш точною на великих дистанціях у порівнянні з M1903, за рахунок більшої маси. Маса порожньої M1917 становила 9 фунт 3 унція (4,17 кг), маса порожньої M1903 Springfield становила 8 фунт 11 унція (3,94 кг), а повністю спорядженої, з ременем, мастильницею та багнетом становила понад 11 фунт (4,99 кг). Довгий ствол M1917 та прикріплений багнет довжиною 16,5 дюйм (419 мм) були громіздкими для бою в окопах, крім того маса і загальна довжина ускладнювали користування нею невеликим за статурою солдатам. Під час Першої світової війни середній зріст солдат США становив 5 фут 7,5 дюйм (1,71 м).
Під час Другої світової війни багато M1917 Enfield отримали нові стволи High Standard з 4 канавками та стволи Johnson Automatics з 2 канавками.

## Варіанти
Нікелево-сталевий затвор M1917 виявився дуже міцним і став основою для різних комерційних та спортивних гвинтівок під стандартні та магнум калібри у міжвоєнний та повоєнний періоди. Пізніше компанія Remington Arms переробила M1917, прибравши "вуха" і змінивши УСМ на зведення при відкритті. Так з'явилася серія гвинтівок Remington Модель 30 у міжвоєнний період, які випускали з залишків ствольних коробок та стволів.
Під час Великої депресії гвинтівки Модель 30 продавалися погано, а тому компанія вирішила розробити модифікацію M1917 для військових Центральної та Південної Америки. Їх придбав лише Гондурас, де обраний президентом генерал Т. К. Андіно запустив програму модернізації війська. Гвинтівка Remington Модель 1934 була створена на базі Моделі 30 з надлишкових деталей M1917, але отримала V-подібний приціл Маузера, більш знайомий солдатам, які використовували гондураський варіант гвинтівки Mauser Model 1895, крім того заряджалася набоями 7×57mm, які використовували в службових гвинтівках в Гондурасі. В 1934 році було поставлено 500 гвинтівок Remington Модель 1934, а в 1935 — 2500.
Додатково надлишкові гвинтівки придбали європейські продавці зброї і переробили їх під набій 7,92×57mm Mauser, а потім продавали їх під час громадянської війни в Іспанії протягом 1930-х років.
X Force — це назва частини китайської армії, яка була озброєна і натренована американцями під час Другої світової війни. Серед зброї, яку передали X Force була й гвинтівка M1917. Ці гвинтівки були завеликими для низьких китайських солдатів, тому ствол і приклад вкорочували до загальної довжини 41 дюйм.

## Оператори
- Афганістан: Під назвою "G3" її використовували афганські моджахеди під час Радянсько-афганської війни.[23] [24]
- В'єтнам: Використовував В'єтмінь, деяка кількість була продана китайським націоналістам.[25] Також використовував В'єтконг.[26]
- Гаїті: отримала жандармерія в 1930-ті роки[27]
- Гондурас: варіант Remington Модель 1934 під набій 7×57mm[9]
- Данія: Отримані після 1945 року і відомі як 7.62mm G M/53.[28] Зараз використовує санний патруль Сіріус в Гренандії.[29]
- Ефіопська імперія: отримані після Другої світової війни.[30]
- Іспанська республіка[31]
- Канада[29]
- Китайська Народна республіка[16]
- Нідерланди: 20000 одиниць придбані голландським урядом у вигнанні в 1941 році[32]
- Норвегія: В 1952 році Норвегія отримала 24992 гвинтівки P-17 від Британії в обмін на гвинтівки під набій .303, як було придбано під час і після Другої світової війни.[33]
- Південний В'єтнам[34]
- Північна Корея[35]
- Об'єднане Королівство[29]
- Республіка Китай[35]
- США: Використовували в армії США та в Корпусі морської піхоти
- Філіппіни: Під час Другої світової війни Філіппіни використовували M1917 Enfield, разом з M1903 Springfield та M1 Garand
- Франція: Відома як Fusil à répétition 7 mm 62 (C. 30) M. 17[36] (Магазинна гвинтівка 7.62мм (калібр .30) модель 17)
- Японія: трофейні гвинтівки[37]